# Kalmar Nyckel
O Kalmar Nyckel ou Calmare Nyckel (literalmente Chave de Kalmar) foi um navio mercante armado, do tipo pinaça, equipado com 12 canhões.

## História
Foi construído na República Unida dos Países Baixos em 1625, e foi comprado pela cidade sueca de Kalmar em 1628, passando então a navegar sob o pavilhão sueco.

O Kalmar Nyckel e o Fågel Grip transportaram os colonos suecos que fundaram a colónia sueca da Nova Suécia (Ny Sverige) em 1638, em Delaware, na América do Norte.

Em 1651, o navio foi vendido ao mercador holandês Cornelius Rolofsson, tendo algum tempo mais tarde sido afundado em parte incerta.